# Вестхофен (Кёльн)

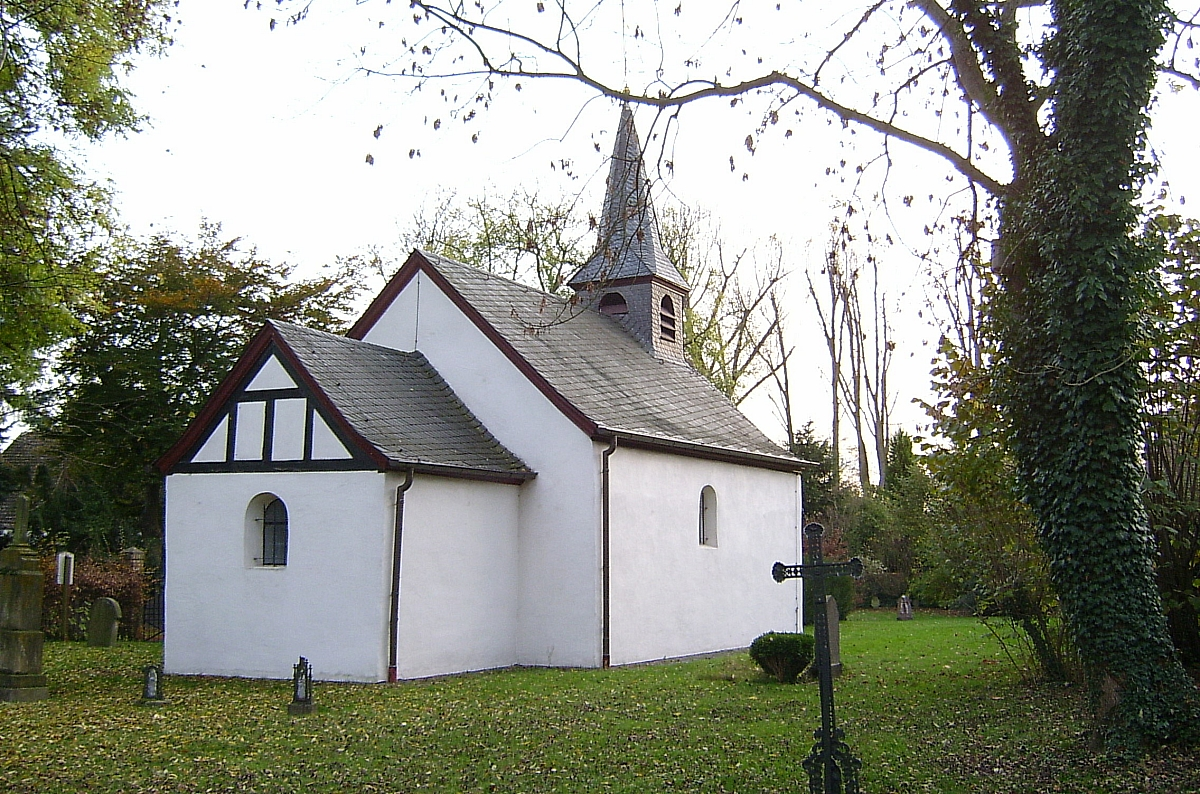
Часовня Св. Николая

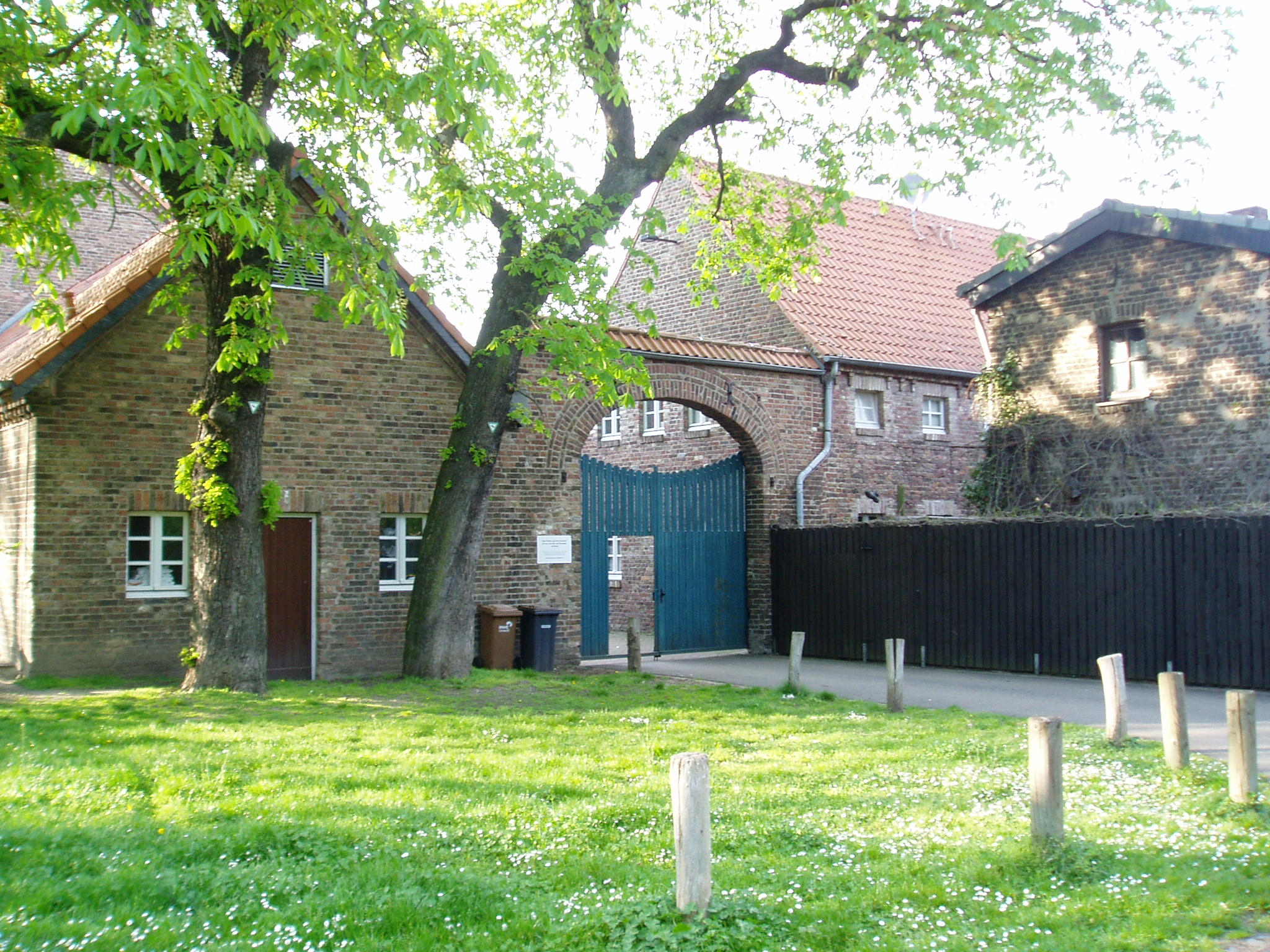
Энгельсхоф

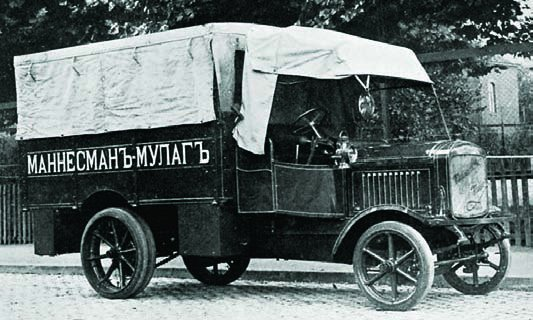
Автомобили Mannesmann-Mulag в России в 1913 году.

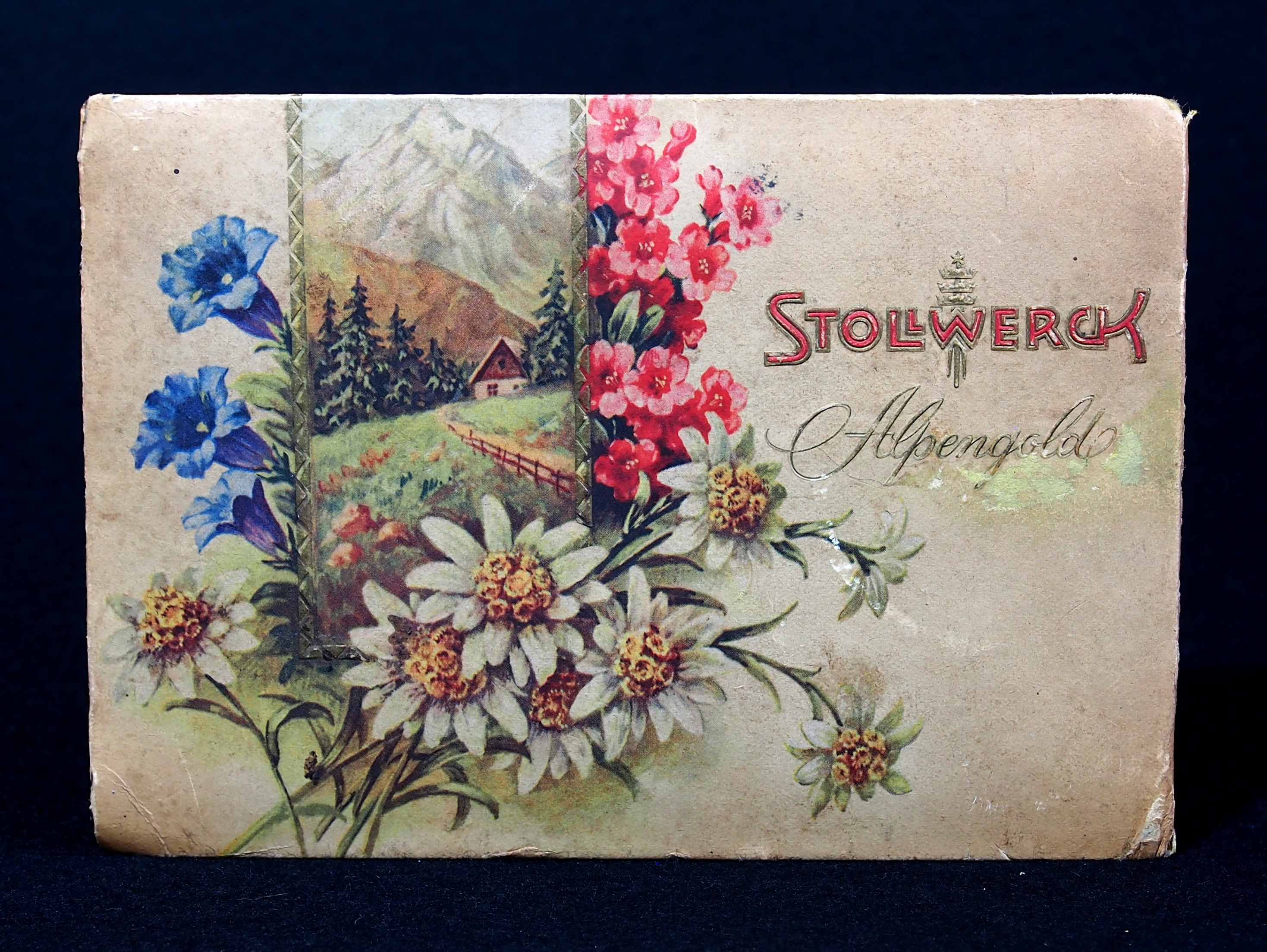
Шоколад фирмы Штольверк.

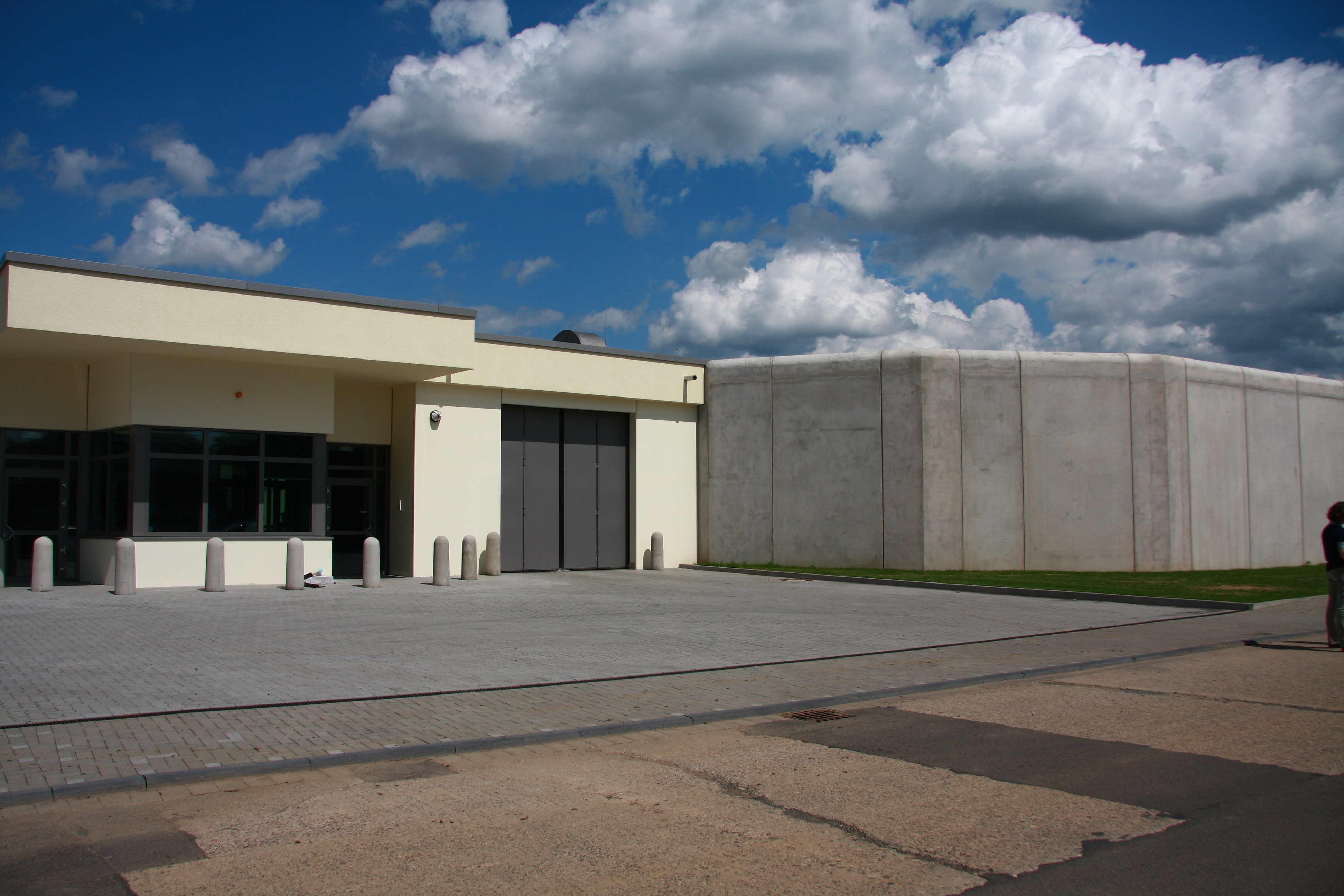
Вход в психиатрическую исправительную клинику Вестхофена.

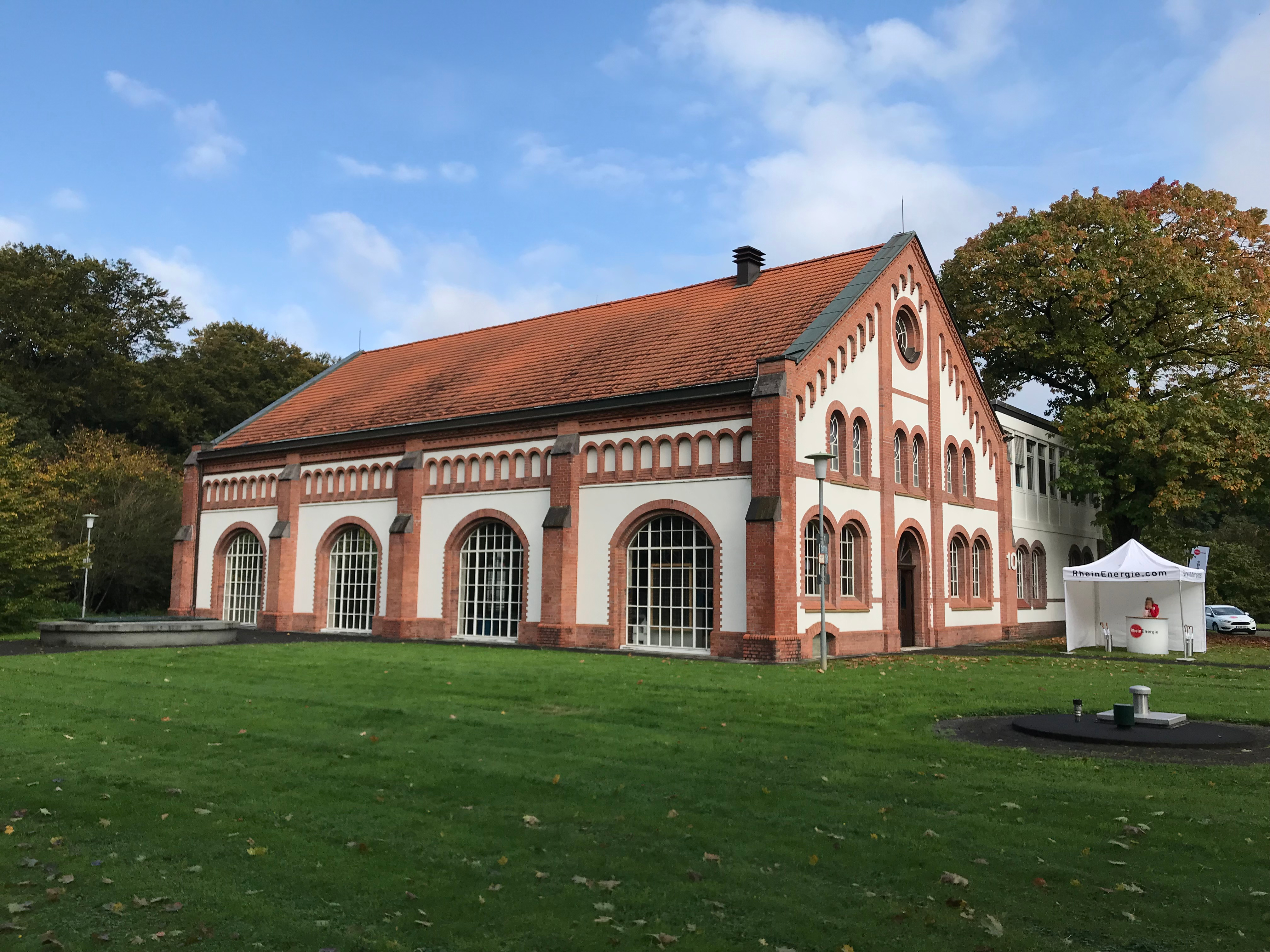
Исторический водозаборный узел Вестхофен.

Вестхофен (нем. Westhoven) — правобережный район города Кёльна (Северный Рейн-Вестфалия, Германия). Он относится к городскому округу Порц. 

## Положение
Вестхофен граничит с административными районами Кёльна Гумбольдт/Гремберг на севере, Грембергхофен на северо-востоке, Энсен на востоке, рекой Рейн на юге и районом Полль на северо-западе по автобану А4. На юге, на левом берегу Рейна, расположен район Роденкирхен (гемаркунг Рондорф-Ланд).

## История
Первые следы пребывания человека на этой территории относятся к эпохе неолита. Это остатки культуры Рёссен (около III тысячелетия до н.э.). В яме кирпичного завода (бывший владелец Офферман, вероятно, нынешний Цигеляйвег) была обнаружена небольшая чаша, украшенная горизонтальными рядами широких проколов. С другой стороны, эта культура была смешана с остатками культуры Михельсберг, поскольку на этом месте были обнаружены фрагменты соответствующей керамики.
Первые постоянные следы поселения, относящиеся к позднему латенскому периоду (190 г. до н. э. — примерно до Рождества Христова), были исследованы на том же месте в 1938 году. К ним относятся три участка на площади 1100 м² на глубине 0,4–0,7 м в аллювиальной глине, на которых сохранились планы домов в виде ямок для столбов, каменных укладок и черепков этого периода. Римская керамика свидетельствует о том, что поселение существовало до II века н.э.
В Вестхофене археологами также были найдены бело-желтые осколки рельефной урны эпохи Каролингов.
Вестхофен впервые упоминается в 922 году в поддельном документе монастыря Святых Дев, ныне Святой Урсулы. В 1003 году кёльнский архиепископ Гериберт пожертвовал аббатству Дойц десятину с поместья Вестхофен. В 1041 году архиепископ Герман II предоставил аббатству двор Вестхофена. В 1100 году здесь была построена часовня Николая.
Позднее, в Средние века, это место принадлежало администрации Порца в герцогстве Берг. Во время катастрофического наводнения в феврале 1784 года деревня была затоплена Рейном. В результате военных действий времен Французской революции Вестхофен был сожжён дотла, за исключением часовни Святого Николая, а 180 жителям пришлось бежать. С образованием Великого герцогства Берг (1806) и реорганизацией управления по французскому образцу (1808) Вестхофен вошел в состав Рейнского департамента. С 1815 года Вестхофен входил в состав Прусского королевства, с 1929 года — в состав администрации Порца, а с 1932 года — в состав Рейнско-Бергского района.
После наводнения 16 января 1920 года была запланирована система дамб для защиты населённых пунктов и пахотных земель. К концу июля 1926 года защита населённой зоны осуществлялась только с помощью защитной стены, которая простиралась от южного конца Райнауштрассе до Санкт-Агата-штрассе.
В 1936 году в Вестхофене были построены казармы для сапёрного батальона вермахта, названные «Казармами Мудры». Несмотря на то, что в 1944 году здание было сильно повреждено в результате авианалётов, до 1949 года оно служило временным приютом для пострадавших от бомбардировок и беженцев. С 1951 по 1965 год казармы находились под контролем бельгийских войск, пока в 1974 году они не были переданы немецким вооруженным силам. Ныне они носят название «Гереон-казармы».
В период с 1973 по 1975 год строительная фирма Gerling Group построила жилой парк с 573 квартирами высотой до 16 этажей. В 1975 году в соответствии с Кёльнским актом город Порц, а вместе с ним и Вестхофен, стали частью Кёльна. Бельгийские военные покинули казармы «Аджет Брассёр» в 1995 году. С 2011 года эта территория была преобразована в водоохранную зону и промышленный парк.

## Население
Структура населения Вестхофена по данным на 2021 г.:
- Средний возраст населения: 46,0 лет (в среднем по Кёльну: 42,3 года)
- Иностранное население: 13,5% (в среднем по Кёльну: 19,3%)
- Уровень безработицы: 6,3% (средний показатель по Кёльну: 8,6%)

## Памятники архитектуры
- Часовня Святого Николая, построенная в 1100 году и посвящённая покровителю моряков Николаю Мирликийскому, получила право на захоронение в 1128 году от бенедиктинского аббатства Святого Гериберта в Дойце. Часовня была призвана избавить жителей усадьбы Вестхофен от долгого путешествия в церковь в Дойце[14]. Небольшое здание зала в романском стиле (реставрированное с 1959 по 1964 год) расположено на территории кладбища, использовавшегося до 1929 года и восстановленного в 1987 году Ассоциацией граждан Энсена-Вестховена[9].
- Нынешний общественный центр, поместье Энгельсхоф, был построен в 1880 году и с 1920 года принадлежит городу Кёльну. После окончания эксплуатации в 1971 году первая реконструкция состоялась в 1976 году. В нынешнем виде общественный центр существует с 1994 года. Регулярно проводятся мероприятия и концерты.
- Оборонный объект Цвишенверк IXа расположен в районе Вестхофенер Ауэ, был построен в 1877–1881 гг. Соответствующий ему кёльнский «Форт IX» находится между казармой Гереон и улицей Порцер Рингштрассе.

## Промышленность
Во время Первой мировой войны завод Mannesmann-Mulag обосновался в Вестхофене, где производились автомобили и Poller Riesen — первый незаконченный немецкий трансокеанский самолет. В 1927 году здания фабрики перешли во владение канадской компании Massey-Harris, которая в 1929 году начала производить сельскохозяйственную технику, имея в штате 600 сотрудников, работавших по крайней мере до 1954 года. После Второй мировой войны 150 сотрудников почти полностью разрушенного завода вновь начали производить сельскохозяйственную технику, запасные части и прецизионные роликовые цепи, которые они поставляли по всему миру. В частности, в Германию впервые были поставлены самоходные зерноуборочные комбайны с фронтальными режущими аппаратами. 
В это же время шоколадная компания Штольверк (нем. Stollwerck) перенесла свою штаб-квартиру из района Зюдштадт в Кёльне на Индустриштрассе в Вестхофене. В 1984 году компания подала заявку на переименование этой улицы в Штольверкштрассе (нем. Stollwerckstraße). Только после нескольких отказов запрошенное переименование состоялось в 1993 году.
До середины 2013 года административная штаб-квартира Citroën Germany и центральный цех располагались на Андре-Ситроен-Штрассе. Ныне помещения компании переоборудуются в жилой район с субсидируемым жильём, учреждениями по уходу и социальными объектами, а также студенческими общежитиями.
Кроме того, административные штаб-квартиры Stollwerck и пивоварни «Dom» (частично в Энзене) расположены в северной промышленной зоне на Штольверкштрассе и на Шарлоттенштрассе (нем. Charlottenstraße).

## Инфраструктура
С 2013 года в казармах Гереон Вестхофена размещается Федеральная служба по управлению личным составом Бундесвера.
Осенью 2009 года на месте бывших бельгийских казарм была введена в эксплуатацию клиника исправительного лечения на 150 мест, построенная в соответствии с новейшими терапевтическими и санитарными стандартами. Строительство нового здания больницы заранее вызвало много волнений среди населения. В Кёльне гражданская инициатива Bürger-KaFOR Köln, критики и противники судебно-медицинской клиники, собрала более 35 000 подписей против открытия клиники в Вестхофене. В результате инициаторы протестов и Ассоциация граждан Энсена-Вестхофена были включены в Консультативный совет по планированию, а затем в Консультативный совет больницы, где обе стороны приняли как критическое, так и конструктивное участие. Предложенный перенос на расстояние 2 км или в Ванскую пустошь не удался. Клиника судебной экспертизы находится в ведении Рейнской региональной ассоциации.
Расположенная на Порцер Рингштрассе водозаборный узел Вестхофен, построенная между 1903 и 1904 годами в стиле модерн и являющуюся памятником архитектуры, снабжает близлежащую территорию питьевой водой. Первоначально зоной снабжения была коммуна Порц, сегодня это северные районы, поскольку Порц обслуживается водозаборными узлами Цюндорф и Ляйденхаузен. Сырая вода из глубоких скважин смешивается с 10% берегового фильтрата Рейна. Мощность увеличилась с первоначальных 600 м³/час до 3500 м³/час в 1990 году. Текущий оператор — RheinEnergie.

## Пойма Рейна
В 2005 году городской совет Кельна признал эту территорию, площадью около 70 гектаров, зоной поймы. Эта открытая территория бывших казарм Брассер исторически и после Второй мировой войны использовалась как военный полигон. Из-за возможных остатков войны запрещено сходить с троп. Было снесено 52 000 м³ закрытых помещений (здания казарм) и около 13 000 м² проезжей части, высажено более 2000 типичных для пойм деревьев и созданы обширные луга. В районе поймы были проведены компенсационные мероприятия по защите от наводнений. Часть территории открыта для посещения уже несколько лет.